# 拉娅·庞斯
拉娅·庞斯（西班牙語：Laia Pons，1993年4月24日—），西班牙花样游泳运动员。她曾代表西班牙参加2012年夏季奥林匹克运动会花样游泳比赛，获得团体铜牌。她也曾参加2013年世界游泳锦标赛。